# Vídeo de reação
Um vídeo de reação é um vídeo em que uma pessoa ou várias pessoas reagem a algo. Vídeos que mostram reações emocionais ou críticas e comentários de pessoas que assistem a episódios de séries de televisão, trailers de filmes, videoclipes, notícias ou outras mídias são numerosos e populares em serviços de hospedagem de vídeos, como o YouTube, e serviços de transmissão ao vivo, como a Twitch. As pessoas retratadas podem ou não estar cientes de que estão sendo gravadas. Em alguns casos, o vídeo ao qual as pessoas reagem é mostrado dentro do vídeo de reação, permitindo que os espectadores do vídeo de reação vejam o que está sendo reagido. A questão de se e quando os vídeos de reação constituem um uso justo da propriedade intelectual, em vez de uma apropriação do conteúdo reagido, gerou controvérsia.

## História

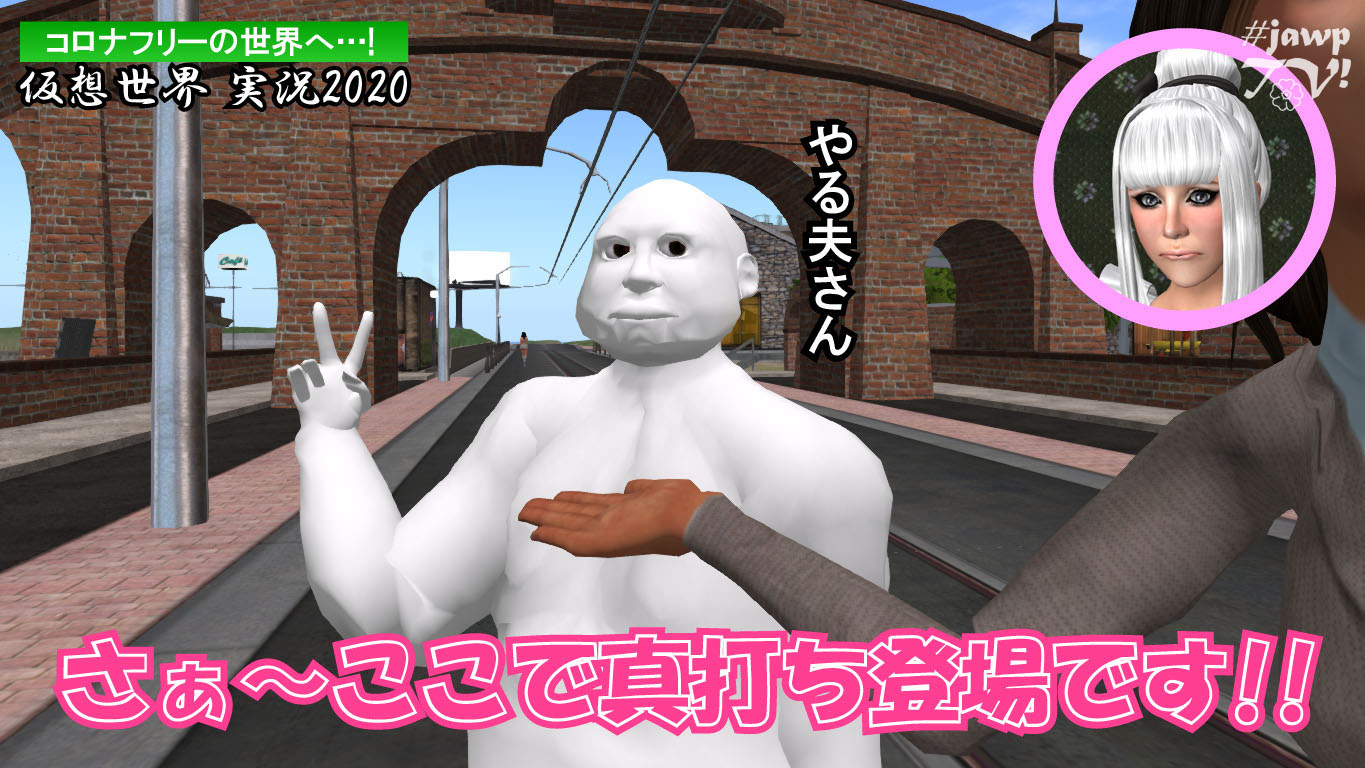
Exemplo de uma "caixa waipu" no canto superior direito, representando a reação de um espectador a um programa de variedades japonês

Na televisão, os clipes de reação são há muito tempo uma característica dos programas de variedades japoneses, mostrando celebridades e tarento reagindo a clipes de vídeo. Uma evolução dos antigos programas de perguntas e respostas da TV japonesa da década de 1970, que apresentavam participantes da plateia respondendo a perguntas, o Naruhodo! The World, da Fuji Television, em 1981, introduziu um formato onde um painel de celebridades e comediantes assistia a vídeos breves e respondia a perguntas no vídeo. Isso eventualmente evoluiu para o formato "waipu", onde uma "caixa waipu" sobreposta no canto da tela mostra uma celebridade ou tarento reagindo a um videoclipe. Este formato de reação ainda é amplamente utilizado em programas de variedades japoneses, onde equivale a uma faixa de riso em programas de televisão americanos.
Um dos primeiros vídeos de reação viral online mostrou uma criança reagindo à pegadinha " Scary Maze Game " no YouTube em 2006. A partir de 2007, vídeos de reação começaram a proliferar na Internet. Entre seus primeiros tópicos estavam as reações ao vídeo chocante 2 Girls 1 Cup . Em 2011, vídeos de pessoas gravando a si mesmas reagindo a trailers de filmes tornaram-se um elemento básico em serviços como o YouTube. Os numerosos vídeos de reação a eventos televisivos particularmente populares ou chocantes, como o episódio "The Rains of Castamere", de Game of Thrones de 2013, tornaram-se objeto de comentários.
Em 2013, o canal de TV britânico Channel 4 converteu o formato de vídeo de reação em um programa de TV, Gogglebox. Neste reality show, famílias ou grupos de amigos assistem e discutem programas populares de televisão da semana anterior em suas próprias casas. O formato fez sucesso e gerou adaptações licenciadas em outros mercados televisivos.

## Vídeos de reação de música
Os vídeos de reação de música envolvem pessoas filmando a si mesmas e suas reações a uma música, ou ao videoclipe de uma música, enquanto escutam-na pela primeira vez. Alguns vídeos oferecem um contraste com o ouvinte estando fora do público tradicional da música. O New York Times observou que há uma dinâmica racial em muitos vídeos de reação que envolvem ouvintes negros mais jovens respondendo positivamente à música de músicos brancos mais velhos.
Alguns canais do YouTube que fazem vídeos de reação musical tornaram-se muito bem-sucedidos, com grandes gravadoras recorrendo a canais para promover seus artistas. Quando o vídeo de reação de Tim e Fred Williams a "In the Air Tonight" de Phil Collins se tornou viral, levou a música para o segundo lugar na parada do iTunes.

## Recepção
Comentando o fenômeno, Sam Anderson descreveu-o como um resumo da "experiência fundamental da Internet", na medida em que envolvia assistir a telas nas quais as pessoas assistiam a telas, em uma regressão potencialmente infinita. Os primeiros vídeos de reação para o nojento 2 Girls 1 Cup permitiram que as pessoas, de acordo com Anderson, "experimentassem sua emoção perigosa sem ter que encontrá-la diretamente - como Perseu olhando para Medusa no reflexo de seu escudo". Mas, assim como os vídeos posteriores que apresentam reações a itens da cultura popular, Anderson escreveu, esses vídeos oferecem o apelo de experimentar, "em uma época de crescente diferença cultural, a reconfortante universalidade da natureza humana" ao mostrar pessoas de todas as origens reagindo de forma semelhante a uma experiência cultural compartilhada.
Witney Seibold ridicularizou os vídeos de reação como "sem graça" e "narcisistas" porque eles apenas refletem reações emocionais imediatas e duvidou que as reações de uma pessoa ciente de estar sendo filmada pudessem de fato refletir a resposta emocional honesta prometida pelo formato.
A neurocientista Lisa Aziz-Zadeh sugeriu uma funnção para os neurônios-espelho que nos permite compartilhar a experiência da pessoa que estamos assistindo em um vídeo.

## Status legal
O vídeo ao qual as pessoas reagem é normalmente exibido dentro do vídeo de reação, permitindo que os espectadores do vídeo de reação vejam o que está sendo reagido. Isso gerou uma controvérsia sobre a extensão e as condições sob as quais a reação ao conteúdo de outro criador se enquadra na doutrina do uso justo na legislação dos EUA.
No caso Bilibili v. Youku (2023), Bilibili foi considerada responsável em uma ação de violação de direitos autorais referente a vídeos de reação em sua plataforma relacionados à série de TV Word of Honor, e foi condenada a compensar a Youku em 350.000 yuans. O Tribunal Popular do distrito de Yangpu, em Xangai, determinou que os vídeos de reação não se qualificavam como uso justo e que os criadores não obtiveram a devida autorização, o que levou a uma "violação dos direitos de transmissão da rede de informações" da obra envolvida.